# Герб Сокирян
Герб Сокирян — символ города Сокиряны. Утвержден 12 сентября 2001 года.

## Описание
В синем поле перекрещенные золотые топоры, вверху - золотая восьмилучевая звезда, а внизу - серебряный полумесяц рожками вверх. Топоры отражают название города.
Легенда рассказывает, что первые поселенцы пришли в леса с топорами, чтобы расчистить место для жилья, поэтому их стали называть «Сокиряны», а затем название распространилось и на само поселение. Звезда и полумесяц - это исторические символы территориального герба, указывающие на принадлежность к Бессарабии. Щит обрамлен декоративным золотым картушем и увенчан серебряной короной с тремя зубцами.
Автор герба - А. Гречило.
Сейчас герб можно увидеть при въезде в город, на городском совете, городском портале и на эмблеме районной газеты.